# Fred Siebelink
Ferdinand (Fred) Siebelink (Utrecht, 15 april 1961) is een Nederlandse diskjockey. Hij presenteert het ochtendprogramma op Bingo FM, een regionale radiozender in Utrecht. Siebelink werd bekend door zijn rol als sidekick in de radioprogramma's van Rob Stenders op 3FM.

## Loopbaan
Siebelink kwam een toevallig in het radiovak terecht. Toen in Utrecht de lokale omroep begon in 1989, kregen lokale verenigingen zendtijd. Siebelink was lid van popcollectief UPop, dat ook zendtijd kreeg. 
Het programma na hem werd door Rob Stenders gepresenteerd.
Aldus leerden de twee elkaar kennen. Siebelink en Stenders hadden beiden een voorliefde voor de muziek van Nirvana, nog voor de grote doorbraak later dat jaar. Een vriendschap was geboren.
Op de landelijke radio was Siebelink als eerste vanaf 7 november 1992 te horen in het rebellerende Veronica-programma Shockradio, dat in de zaterdagnacht op Radio 3 werd uitgezonden. Hij was tevens medepresentator van Outlaw Radio en Freakolympics.
In 1998 zetelde Siebelink korte tijd in de Utrechtse gemeenteraad voor Leefbaar Utrecht, de partij waarbij ook Henk Westbroek zat.
Van 2007 tot 2019 was hij presentator op de zender KXradio. Hij presenteerde iedere donderdag samen met Lana Wolf en Rob Stenders het programma Siebelink, Wolf & Stenders. Op de maandag presenteerde hij daar het programma Kut, het is weer maandag met Marielle Dijkhuizen. Siebelink werd weer sidekick van Rob Stenders in het programma One Night Stenders; eerst bij BNNVARA op NPO Radio 2, later bij Radio Veronica (Talpa Radio).
Sinds september 2010 was hij terug op 3FM bij de toen nieuwe omroep Powned, waar Stenders inmiddels ook werkte. Elke vrijdagavond waren Stenders, Siebelink, Gussinklo en anderen te horen in Stenders Late Vermaak. Dat programma stopt in juli 2015.
Siebelink is presentator bij Bingo FM, onderdeel van RTV Utrecht. Hij was sinds de zomer 2017 de sidekick van Bart van Leeuwen. Vanaf 1 januari 2019 presenteert Siebelink van 08.00 tot 10.00 uur het ochtendprogramma van Bingo FM.

## Trivia
- Op 31 augustus 1999, vijfentwintig jaar na het einde van de legendarische zeezender Veronica, traden Fred Siebelink en Rob Stenders in het huwelijk. Het uit de hand gelopen grapje onder de naam homo-geen-huwelijk, werd op Valentijnsdag 2000 ontbonden en uitgezonden op 3FM.
- Siebelink had in 2014 een (bescheiden) carnavalshit als Fred & de brandweermannen met "Kijk me aan als ik je volspuit!". [5]